# Sporophila falcirostris
Sporophila falcirostris là một loài chim trong họ Thraupidae.